# Арсенати природні
Арсенати природні — клас мінералів, солей ортоарсенової кислоти Н3AsO4. Включає близько 120 мінералів. За складом природні арсенати поділяють на безводні (міметезит, олівеніт, дюфтит та інші) та водні (еритрин, анабергіт, скородит, евхроїт, метацейнерит та інші). Сингонія природних арсенатів ромбічна, моноклінна та триклинна. Твердість у межах 2,5-5,5. Густина 2,9-7,3. Більшість природних арсенатів належать до рідкісних мінералів. Практично всі вони є гіпергенними утвореннями, пов'язаними з процесами окиснення руд.